# Тугіно
Тугіно (рос. Тугино) — присілок в Поддорському районі Новгородської області Російської Федерації.
Населення становить 41 особу. Входить до складу муніципального утворення Поддорське сільське поселення.

## Історія
Від 2004 року входить до складу муніципального утворення Поддорське сільське поселення

## Населення
| 2010 |
| ---- |
| 41   |